# Anton Mang
Anton Mang (Inning am Ammersee, 29 settembre 1949) è un pilota motociclistico tedesco ritiratosi dall'attività agonistica e vincitore di 5 titoli nel motomondiale, 3 titoli in 250, 2 in 350.

## Carriera
Campione nazionale della classe 125 nel 1974, l'anno seguente fece il suo esordio nel motomondiale con la SMZ 350 (costruita da Mang con l'amico Sepp Schlögl e con Alfons Zender) con cui corse in qualità di wild card il Gran Premio di Germania. Proprio sul circuito di casa l'anno seguente vinse il suo primo Gran Premio alla guida di una Morbidelli 125, che gli consentì di arrivare quinto in classifica generale.
Dopo un periodo di sperimentazione, nel 1978 passò alla Kawasaki con cui nello stesso anno trionfò nel GP di Gran Bretagna arrivando quinto in classifica generale. È con le KR 250-350 che Mang divenne un grande campione delle classi intermedie: nel 1980 vinse il mondiale della classe 250 con quattro successi; l'anno seguente conquistò il titolo iridato sia della due e mezzo che della 350 (10 trionfi nella prima categoria, 5 nella seconda) e nel 1982 si ripeté nella 350 seppur con un solo Gran Premio all'attivo, quello di Finlandia.
Sempre nel 1982 fu vicecampione della 250, dove a seguito di cinque corse vinte (GP delle Nazioni, GP d'Olanda, GP del Belgio, GP di San Marino e GP della Germania Ovest) terminò la stagione con 117 punti, solo uno in meno del primo classificato, il francese Jean Louis Tournadre. Poiché al termine della stagione la Kawasaki si ritirò dalle competizioni, Mang decise di passare alla Suzuki con cui corse nella classe 500. La stagione '83 fu disastrosa, sia per la scarsa competitività delle Suzuki sia per un incidente che impedì al pilota tedesco di gareggiare nella prima parte della stagione. Complessivamente, ottenne solo due punti. Tornato, nel 1984, in 250 con una Yamaha privata, nel corso dell'anno vinse il GP di Francia e si classificò quinto in classifica.
Nel 1985 rimase nella stessa classe ma venne ingaggiato dalla Honda, con cui vinse due gare ma perse il mondiale per tre punti da Freddie Spencer. Nel 1986 dovette accontentarsi del quarto posto finale, ma la vittoria sul circuito di Monza gli aumentò non poco la popolarità in Italia, mentre nell'anno seguente ottiene il quinto, ed ultimo, titolo mondiale della sua carriera in una stagione dominata con otto primi posti e 136 punti iridati.
Seppur in età "motociclisticamente" avanzata, decise di correre anche nella stagione 1988, dove vinse la prima gara della stagione, in Giappone ma a seguito di una crisi della sua scuderia (e a un incidente al GP di Jugoslavia) non poté lottare seriamente per il titolo: l'8º posto finale lo convinse ad appendere il casco al chiodo alla soglia dei quarant'anni. 

## Risultati nel motomondiale

### Classe 125
| 1976 | Classe | Moto       |    |   |   |   |    |   |    |   |   |    |   |   |  | Punti | Pos. |
| ---- | ------ | ---------- | -- | - | - | - | -- | - | -- | - | - | -- | - | - |  | ----- | ---- |
| 1976 | 125    | Morbidelli | NE | - | - | - | NE | 6 | 13 | - | 7 | NE | 1 | 4 |  | 32    | 5º   |

| 1977 | Classe | Moto       |   |    |   |   |     |     |   |   |   |    |     |    |   | Punti | Pos. |
| ---- | ------ | ---------- | - | -- | - | - | --- | --- | - | - | - | -- | --- | -- | - | ----- | ---- |
| 1977 | 125    | Morbidelli | 2 | 20 | 3 | 4 | Rit | Rit | 7 | 4 | 3 | 14 | Rit | NE | 8 | 55    | 5º   |

| Legenda | 1º posto        | 2º posto            | 3º posto            | A punti      | Senza punti        | Grassetto – Pole position Corsivo – Giro più veloce |
| Legenda | Gara non valida | Non qual./Non part. | Ritirato/Non class. | Squalificato | '-' Dato non disp. | Grassetto – Pole position Corsivo – Giro più veloce |

### Classe 250
| 1977 | Classe | Moto   |   |    |   |   |     |   |    |     |     |   |   |     |   |  |  | Punti | Pos. |
| ---- | ------ | ------ | - | -- | - | - | --- | - | -- | --- | --- | - | - | --- | - |  |  | ----- | ---- |
| 1977 | 250    | Yamaha | - | NE | - | - | Rit | - | 14 | Rit | Rit | - | - | Rit | - |  |  | 0     |      |

| 1978 | Classe | Moto     |   |    |    |     |    |     |   |   |   |   |   |    |   |  |  | Punti | Pos. |
| ---- | ------ | -------- | - | -- | -- | --- | -- | --- | - | - | - | - | - | -- | - |  |  | ----- | ---- |
| 1978 | 250    | Kawasaki | 7 | 11 | NE | Rit | 11 | Rit | 7 | 9 | 4 | 1 | 5 | 10 | 2 |  |  | 52    | 5º   |

| 1979 | Classe | Moto     |   |    |   |     |    |   |   |   |   |     |   |   |   |  |  | Punti | Pos. |
| ---- | ------ | -------- | - | -- | - | --- | -- | - | - | - | - | --- | - | - | - |  |  | ----- | ---- |
| 1979 | 250    | Kawasaki | - | NE | 3 | Rit | 10 | 6 | 4 | - | 4 | Rit | 3 | 4 | 5 |  |  | 56    | 6º   |

| 1980 | Classe | Moto     |   |   |   |   |   |   |   |   |   |   |  |  |  |  |  | Punti | Pos. |
| ---- | ------ | -------- | - | - | - | - | - | - | - | - | - | - |  |  |  |  |  | ----- | ---- |
| 1980 | 250    | Kawasaki | 1 | 2 | 2 | 1 | 3 | 1 | 2 | 2 | 1 | 3 |  |  |  |  |  | 128   | 1º   |

| 1981 | Classe | Moto     |    |    |   |   |   |   |    |   |   |   |   |   |   |   |  | Punti | Pos. |
| ---- | ------ | -------- | -- | -- | - | - | - | - | -- | - | - | - | - | - | - | - |  | ----- | ---- |
| 1981 | 250    | Kawasaki | 14 | NE | 1 | 3 | 1 | 1 | NE | 1 | 1 | 1 | 1 | 1 | 1 | 1 |  | 160   | 1º   |

| 1982 | Classe | Moto     |    |    |       |   |   |   |   |     |   |   |   |   |   |   |  | Punti | Pos. |
| ---- | ------ | -------- | -- | -- | ----- | - | - | - | - | --- | - | - | - | - | - | - |  | ----- | ---- |
| 1982 | 250    | Kawasaki | NE | NE | [ 8 ] | 3 | 1 | 1 | 1 | Rit | 2 | 2 | 6 | 8 | 1 | 1 |  | 117   | 2º   |

| 1984 | Classe | Moto   |   |    |   |   |   |   |     |   |   |    |     |   |  |  |  | Punti | Pos. |
| ---- | ------ | ------ | - | -- | - | - | - | - | --- | - | - | -- | --- | - |  |  |  | ----- | ---- |
| 1984 | 250    | Yamaha | 5 | 10 | 7 | 2 | 4 | 1 | Rit | 4 | 7 | 11 | Rit | 8 |  |  |  | 61    | 5º   |

| 1985 | Classe | Moto  |   |   |   |   |   |     |   |   |   |   |   |   |  |  |  | Punti | Pos. |
| ---- | ------ | ----- | - | - | - | - | - | --- | - | - | - | - | - | - |  |  |  | ----- | ---- |
| 1985 | 250    | Honda | 2 | 3 | 3 | 5 | 2 | Rit | 3 | 3 | 2 | 1 | 1 | 2 |  |  |  | 124   | 2º   |

| 1986 | Classe | Moto  |   |   |   |    |     |   |    |   |     |     |   |    |  |  |  | Punti | Pos. |
| ---- | ------ | ----- | - | - | - | -- | --- | - | -- | - | --- | --- | - | -- |  |  |  | ----- | ---- |
| 1986 | 250    | Honda | 2 | 1 | 2 | NQ | Rit | 2 | 18 | 5 | Rit | Rit | 4 | NE |  |  |  | 65    | 4º   |

| 1987 | Classe | Moto  |   |     |   |   |   |   |   |     |   |   |   |   |   |   |     | Punti | Pos. |
| ---- | ------ | ----- | - | --- | - | - | - | - | - | --- | - | - | - | - | - | - | --- | ----- | ---- |
| 1987 | 250    | Honda | 8 | Rit | 1 | 1 | 1 | 7 | 1 | Rit | 1 | 1 | 1 | 6 | 1 | 7 | Rit | 136   | 1º   |

| 1988 | Classe | Moto  |   |   |     |   |    |   |    |   |   |     |  |  |  |  |  | Punti | Pos. |
| ---- | ------ | ----- | - | - | --- | - | -- | - | -- | - | - | --- |  |  |  |  |  | ----- | ---- |
| 1988 | 250    | Honda | 1 | 8 | Rit | 7 | 10 | 8 | 10 | 3 | 3 | Rit |  |  |  |  |  | 87    | 8º   |

| Legenda | 1º posto        | 2º posto            | 3º posto            | A punti      | Senza punti        | Grassetto – Pole position Corsivo – Giro più veloce |
| Legenda | Gara non valida | Non qual./Non part. | Ritirato/Non class. | Squalificato | '-' Dato non disp. | Grassetto – Pole position Corsivo – Giro più veloce |

### Classe 350
| 1975 | Classe | Moto |   |   |   |   |   |  |   |    |    |   |   |   |  |  |  | Punti | Pos. |
| ---- | ------ | ---- | - | - | - | - | - |  | - | -- | -- | - | - | - |  |  |  | ----- | ---- |
| 1975 | 350    | SMZ  | - | - | 6 | - | - |  | - | NE | NE | - | - | - |  |  |  | 5     | 26º  |

| 1976 | Classe | Moto   |   |   |   |   |  |   |    |    |   |   |    |    |  |  |  | Punti | Pos. |
| ---- | ------ | ------ | - | - | - | - |  | - | -- | -- | - | - | -- | -- |  |  |  | ----- | ---- |
| 1976 | 350    | Yamaha | - | - | - | - |  | - | NE | NE | - | - | 13 | 12 |  |  |  | 0     |      |

| 1978 | Classe | Moto     |   |    |     |     |    |     |    |    |     |     |   |   |   |  |  | Punti | Pos. |
| ---- | ------ | -------- | - | -- | --- | --- | -- | --- | -- | -- | --- | --- | - | - | - |  |  | ----- | ---- |
| 1978 | 350    | Kawasaki | - | NE | Rit | Rit | NQ | Rit | NE | 13 | Rit | Rit | 6 | 7 | 6 |  |  | 14    | 16º  |

| 1979 | Classe | Moto     |   |   |   |   |     |   |   |    |    |   |     |   |     |  |  | Punti | Pos. |
| ---- | ------ | -------- | - | - | - | - | --- | - | - | -- | -- | - | --- | - | --- |  |  | ----- | ---- |
| 1979 | 350    | Kawasaki | - | 3 | 2 | 4 | Rit | 6 | 4 | NE | NE | 4 | Rit | 2 | Rit |  |  | 63    | 4º   |

| 1980 | Classe | Moto     |     |    |   |    |   |    |    |   |   |   |  |  |  |  |  | Punti | Pos. |
| ---- | ------ | -------- | --- | -- | - | -- | - | -- | -- | - | - | - |  |  |  |  |  | ----- | ---- |
| 1980 | 350    | Kawasaki | Rit | NE | 4 | NE | 3 | NE | NE | 1 | 1 | 2 |  |  |  |  |  | 60    | 2º   |

| 1981 | Classe | Moto     |   |   |   |   |    |    |   |   |    |    |   |    |    |   |  | Punti | Pos. |
| ---- | ------ | -------- | - | - | - | - | -- | -- | - | - | -- | -- | - | -- | -- | - |  | ----- | ---- |
| 1981 | 350    | Kawasaki | 7 | 2 | 1 | 2 | NE | NE | 1 | 1 | NE | NE | 1 | NE | NE | 1 |  | 103   | 1º   |

| 1982 | Classe | Moto     |    |   |       |    |   |   |    |    |   |    |   |   |    |   |  | Punti | Pos. |
| ---- | ------ | -------- | -- | - | ----- | -- | - | - | -- | -- | - | -- | - | - | -- | - |  | ----- | ---- |
| 1982 | 350    | Kawasaki | NP | 2 | [ 8 ] | NE | 4 | 2 | NE | NE | 3 | NE | 1 | 2 | NE | 2 |  | 81    | 1º   |

| Legenda | 1º posto        | 2º posto            | 3º posto            | A punti      | Senza punti        | Grassetto – Pole position Corsivo – Giro più veloce |
| Legenda | Gara non valida | Non qual./Non part. | Ritirato/Non class. | Squalificato | '-' Dato non disp. | Grassetto – Pole position Corsivo – Giro più veloce |

### Classe 500
| 1977 | Classe | Moto   |  |  |   |    |    |     |    |  |  |     |    |  |  |  | Punti | Pos. |
| ---- | ------ | ------ |  |  | - | -- | -- | --- | -- |  |  | --- | -- |  |  |  | ----- | ---- |
| 1977 | 500    | Suzuki |  |  | 8 | 10 | NE | Rit | NE |  |  | Rit | NQ |  |  |  | 4     | 25º  |

| 1980 | Classe | Moto     |  |  |  |    |  |  |    |  |    |  |  |  |  |  | Punti | Pos. |
| ---- | ------ | -------- |  |  |  | -- |  |  | -- |  | -- |  |  |  |  |  | ----- | ---- |
| 1980 | 500    | Kawasaki |  |  |  | NE |  |  | NQ |  | NE |  |  |  |  |  | 0     |      |

| 1982 | Classe | Moto     |     |  |  |  |  |  |  |  |  |  |    |    |  |  | Punti | Pos. |
| ---- | ------ | -------- | --- |  |  |  |  |  |  |  |  |  | -- | -- |  |  | ----- | ---- |
| 1982 | 500    | Kawasaki | Rit |  |  |  |  |  |  |  |  |  | NE | NE |  |  | 0     |      |

| 1983 | Classe | Moto   |  |  |  |  |  |     |  |  |  |    |    |    |  |  | Punti | Pos. |
| ---- | ------ | ------ |  |  |  |  |  | --- |  |  |  | -- | -- | -- |  |  | ----- | ---- |
| 1983 | 500    | Suzuki |  |  |  |  |  | Rit |  |  |  | 12 | 10 | 10 |  |  | 2     | 18º  |

| Legenda | 1º posto        | 2º posto            | 3º posto            | A punti      | Senza punti        | Grassetto – Pole position Corsivo – Giro più veloce |
| Legenda | Gara non valida | Non qual./Non part. | Ritirato/Non class. | Squalificato | '-' Dato non disp. | Grassetto – Pole position Corsivo – Giro più veloce |